# PGA Tour of Australasia
Die PGA Tour of Australasia ist eine in Australien beheimatete Turnierserie im professionellen Golfsport. Sie gehört zu den sechs führenden Turnierserien der International Federation of PGA Tours, auf deren Basis die Golfweltrangliste errechnet wird.
Die meisten Teilnehmer dieser Tour sind naturgemäß Australier, ein kleineres Kontingent stellt Neuseeland, aber auch Berufsgolfer aus vielen anderen Ländern sind am Start. Die besten Spieler Australasiens spielen jedoch die meiste Zeit auf der PGA TOUR und der European Tour und kehren nur für zwei oder drei Events in ihre Heimatregion zurück, manche überhaupt nicht. Deshalb ist die australasiatische Tour eher eine Talentbasis für diese beiden großen Turnierserien.
Zu den wichtigsten Turnieren gehören die Australian Open, die Australian PGA Championship, die Australian Masters und die New Zealand Open. Bedeutende australische Berufsgolfer, die ihre Karriere bei dieser Tour begannen, sind Steve Elkington und Adam Scott.
Bis 2009 führte die PGA Tour of Australasia eine zweitgereihte Turnierserie durch, die nach dem Golfspieler Norman von Nida benannte Von Nida Tour, bestehend aus etwa zehn Events, die mit einem Preisgeld von jeweils ca. 100.000 Austral. $ ausgestattet waren.
Die Tour findet im australischen Sommer statt, also über den Jahreswechsel. Die Geldrangliste bezieht sich indes auf das Kalenderjahr.

## Gewinner der Geldrangliste seit 2000
- 2021–22: Jediah Morgan  Australien
- 2020–21: Brad Kennedy  Australien
- 2019: Ryan Fox  Australien
- 2018: Jake McLeod  Australien
- 2017: Brett Rumford  Australien
- 2016: Matt Griffin  Australien
- 2015: Nathan Holman  Australien
- 2014: Greg Chalmers  Australien
- 2013: Adam Scott  Australien
- 2012: Peter Senior  Australien
- 2011: Greg Chalmers  Australien
- 2010: Geoff Ogilvy  Australien
- 2009: Michael Sim  Australien
- 2008: Mark Brown  Australien
- 2007: Craig Parry  Australien
- 2006: Nick O’Hern  Australien
- 2005: Adam Scott  Australien
- 2004: Richard Green  Australien
- 2003: Peter Lonard  Australien
- 2002: Craig Parry  Australien
- 2001: Aaron Baddeley  Australien
- 2000: Michael Campbell  Neuseeland